# Dunkelroter Stachelbeer-Täubling
Der Dunkelrote Stachelbeer-Täubling (Russula fuscorubroides, Syn.: Russula queletii var. atropurpurea) ist ein Pilz aus der Familie der Täublingsverwandten. Der sehr seltene Täubling ist dem Stachelbeer-Täubling zum Verwechseln ähnlich, doch sein Hut ist stärker purpurrot und in der Mitte fast schwarz gefärbt, außerdem blasst er im Alter nicht so stark aus.

## Merkmale

### Makroskopische Merkmale
Der Hut ist 3–7 (10) cm breit und fleischiger oder robuster als beim Stachelbeer-Täubling. Er ist dunkel purpur-violett oder purpur-schwarz gefärbt und bleicht kaum aus. Der Rand ist kaum eingerollt und im Alter deutlich gerieft. Er ist mitunter im Gegensatz zur Mitte rosa, blass lila oder karminrot gefärbt. Die feuchte Huthaut ist glänzend und fast schmierig. Sie ist teilweise abziehbar.
Die Lamellen stehen ziemlich dicht und laufen mitunter leicht herab. Sie sind weiß-cremefarben bis creme-ocker gefärbt und haben einen scharfen Geschmack. Sie haben im Gegensatz zum Stachelbeer-Täubling keine oder nur eine sehr schwache und höchstens leicht angedeutete Grüntönung. Das Sporenpulver ist dunkelcremefarben bis hellocker.
Der Stiel ist ziemlich keulenförmig, rötlich geädert, lebhaft karminrot, purpurrot oder flüchtig bläulich überlaufen.
Das Fleisch ist weißlich, bis leicht bläulich-grün, unter der Huthaut ist es mehr wein-rötlich und an der Stielbasis fast gräulich, verfärbt sich dort aber zunehmend rostbräunlich. Es riecht schwach nach zerriebenen Geranienblättern oder leicht harzig und schmeckt (leicht) scharf. Die Guajak-Reaktion ist schwach positiv, mit Sulfobenzaldehyd verfärbt sich das Fleisch bläulich.

### Mikroskopische Merkmale
Die Sporen sind 8–10 µm lang und 6,5–8 µm breit. Sie sind stachelig mit bis zu 1 (1,5) µm langen Warzen besetzt, die teilweise verbunden, doch nur selten leicht gratig sind.
Die Zystiden sind ohne charakteristische Merkmale. Sie sind fusiform bis appendikuliert. Die Pileozystiden sind zylindrisch, 6–8 (10) µm, nicht oder bis zu 3-fach septiert. Manchmal sind sie leicht ausgesackt oder knotig zusammengezogen. Die Hyphen-Endzellen sind gewunden oder leicht kopfig, manchmal auch knotig oder zusammengezogen.

## Artabgrenzung
Sehr ähnlich ist der Stachelbeer-Täubling, der ebenfalls unter Fichten vorkommt. Seine Fruchtkörper sind weniger robust, schmecken dafür aber deutlich schärfer. Im Alter blasst der Hut recht stark aus. Die Lamellen von älteren Exemplaren sind meist grünlich getönt.

## Ökologie
Der Dunkelrote Stachelbeer-Täubling ist wie alle Täublinge ein Mykorrhizapilz, der vorwiegend mit Fichten eine symbiotische Partnerschaft eingeht. Man findet den Täubling normalerweise in Bergnadelwäldern, vor allem in Heidelbeer-Fichtenwäldern auf neutralen bis sauren Böden. Sehr selten kommt der Pilz auch in Fichtenforsten des Tieflandes vor.

## Verbreitung

Europäische Länder mit Fundnachweisen des Dunkelroten Stachelbeer-Täublings.
Legende:
Länder mit Fundmeldungen
Länder ohne Nachweise
keine Daten
außereuropäische Länder

Der Dunkelrote Stachelbeer-Täubling kommt nur in Europa vor. Bisher wurde er nur in West- und Mitteleuropa nachgewiesen. Überall ist er selten.
In Deutschland wurde er vereinzelt in Baden-Württemberg, Nordrhein-Westfalen, Schleswig-Holstein, und in Bayern gefunden. Auch in Österreich wurde die Art nachgewiesen.

## Systematik

### Infragenerische Systematik
Innerhalb der Sektion Firmae wird der Dunkelrote Stachelbeer-Täubling in die Untersektion Sanguinae (nach Bon) gestellt. Diese Untersektion vereint scharf schmeckende Täublinge mit roten bis violetten Hüten und creme- bis ockerfarbenen Sporenpulver.

## Bedeutung
Wie alle scharf schmeckenden Täublinge ist der Dunkelrote Stachelbeer-Täubling nicht essbar und eventuell leicht giftig.